# Sara az-Zafarani
Sara az-Zafarani az-Zanzari (arab. ‏سارة الزعفراني الزنزري‎, Sāra az-Zaʿfarānī az-Zanzarī; fr. Sarra Zaafrani Zenzri; ur. 26 stycznia 1963 w Tunisie) – tunezyjska inżynier i polityczka, od 21 marca 2025 premier Tunezji.

## Życiorys
Ukończyła studia z zakresu inżynierii lądowej w Narodowej Szkole Inżynierii w Tunisie oraz geotechniki na Uniwersytecie Hanowerskim.
W 2021 objęła urząd ministra zaopatrzenia i mieszkalnictwa, który sprawowała w kolejnych gabinetach kierowanych przez Najlę Bouden, Ahmada al-Haszszaniego i Kamala al-Madduriego. 21 marca 2025 zastąpiła Al-Madduriego na stanowisku premiera.
Jest zamężna i ma troje dzieci. 